# Přímá fotografie
Přímá fotografie (neboli fotografia diretta nebo straight photography) je fotografický směr, který prosazuje realistickou fotografii bez jakékoliv manipulace nebo technického zkreslení. Fotografie nejsou rozmazané, objekty jsou zobrazené ostře, s přirozenými barvami (tóny) a světlem. Jedni z prvních přímých fotografů byli Alfred Stieglitz a Paul Strand na počátku 20. století. Za propagátora přímé fotografie se považuje Skupina f/64 (okolo r. 1932).

## Důležití představitelé
- Alfred Stieglitz pořídil v roce 1907 fotografii nazvanou Mezipalubí (resp. Podpalubí, anglicky The Steerage) při své cestě lodí z USA do Evropy a otiskl ji roku 1911 ve fotografickém časopise Camera Work. Snímek je považován za jeden z prvních nového moderního směru tzv. přímé fotografie, tedy realistické fotografie bez jakékoliv manipulace nebo zkreslení. Jedná se o jednu z jeho nejvýznamnějších fotografií, ceněnou zároveň jako jednu z největších všech dob, protože zachycuje v jediném obrazu informativní dokument své doby a zároveň jednu z prvních prací uměleckého modernismu.

- Paul Strand
- Edward Weston
- Albert Renger-Patzsch
- Ansel Adams

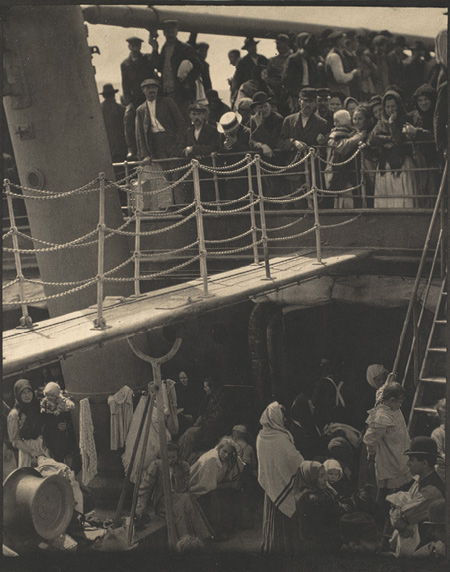
Alfred Stieglitz: Mezipalubí, 1907
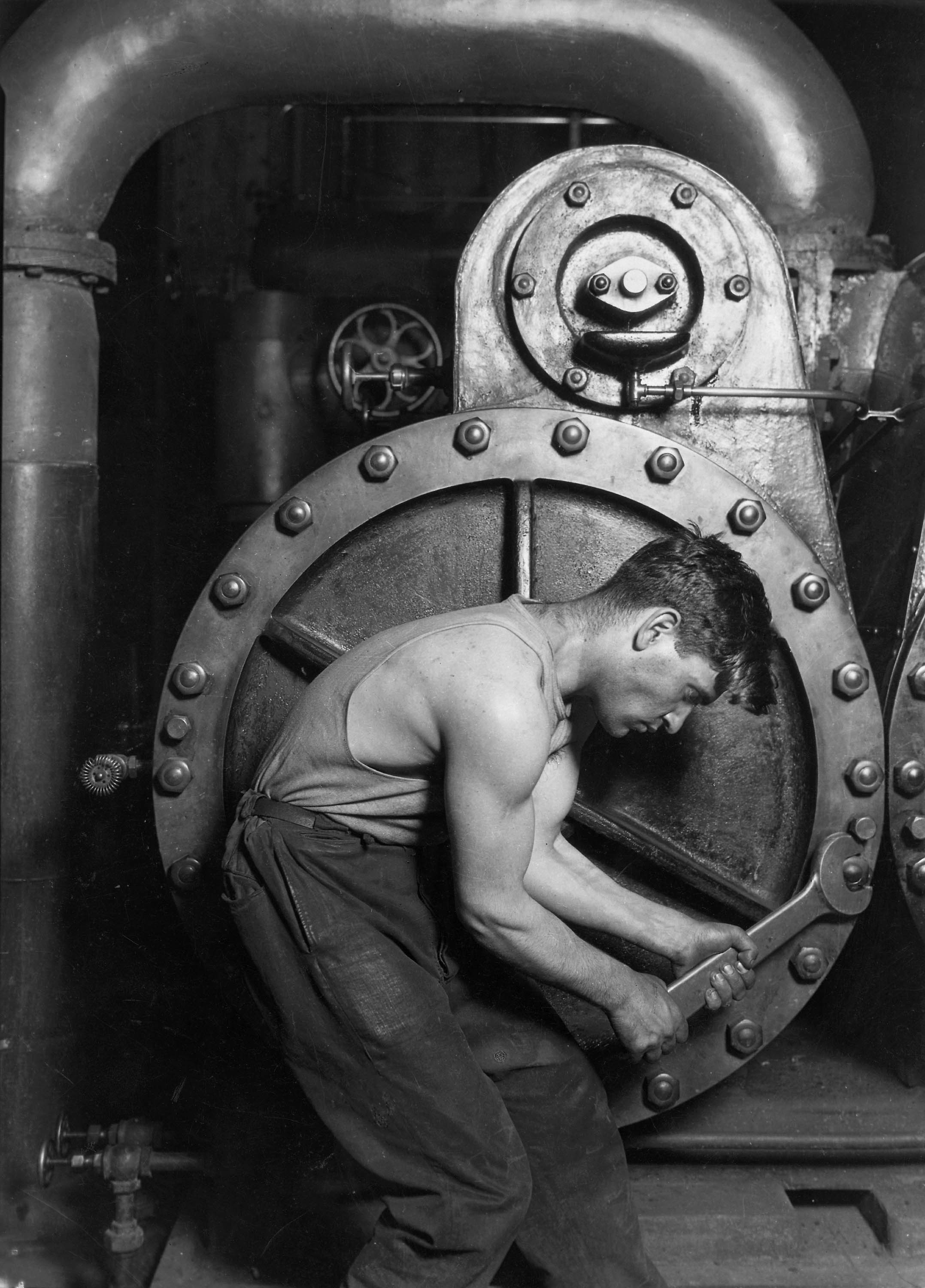
Lewis Hine: Mechanik pracující na parním stroji, 1920
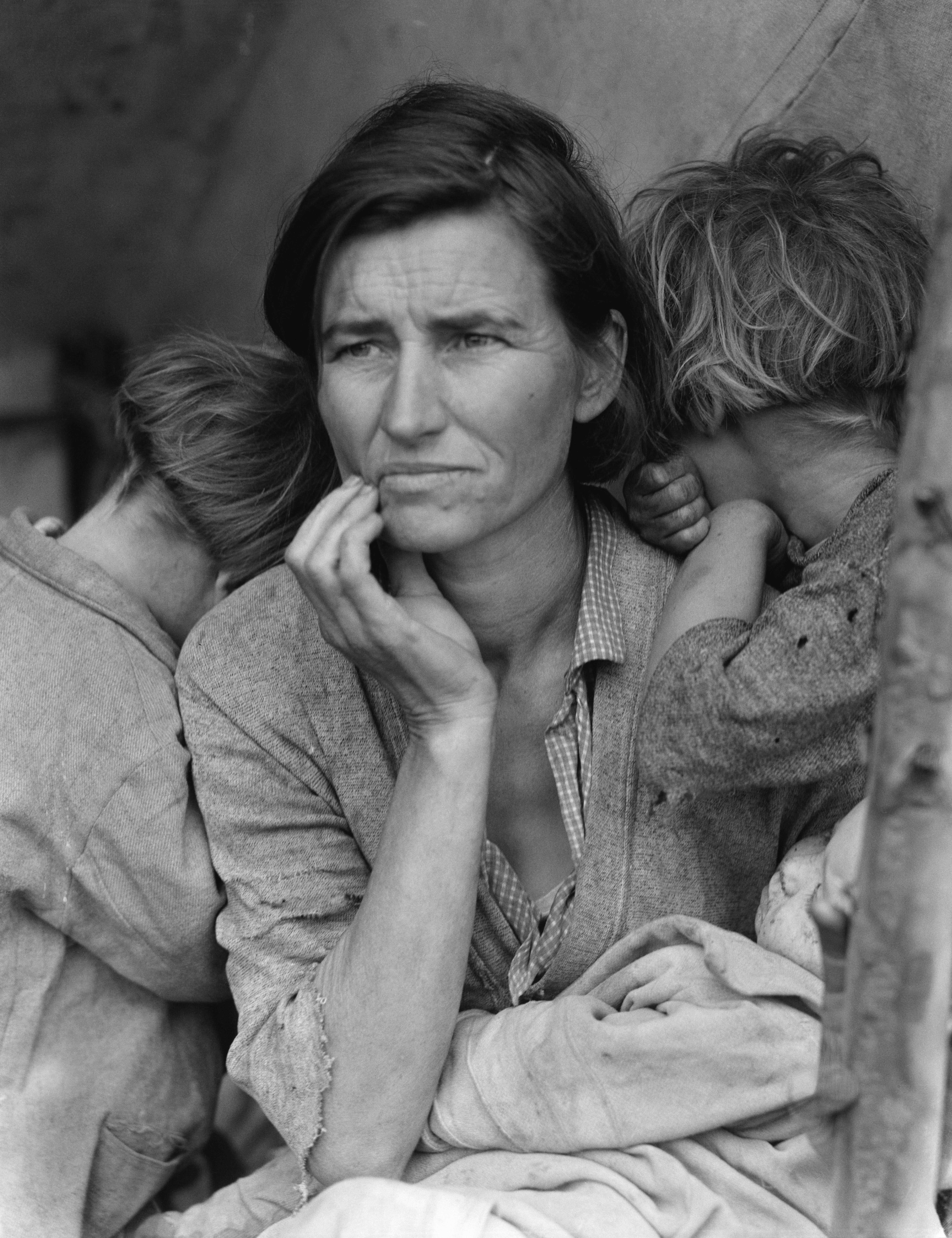
Dorothea Langeová: Matka přistěhovalkyně (Migrant mother), 1936